# Чирков, Борис Петрович
Бори́с Петро́вич Чирко́в (31 июля [13 августа] 1901, с. Лозовая-Павловка, Екатеринославская губерния, Российская империя — 28 мая 1982, Москва, СССР) — советский актёр театра и кино, педагог, певец. Герой Социалистического Труда (1975), народный артист СССР (1950), лауреат четырёх Сталинских премий (1941, 1947, 1949, 1952) и Государственной премии РСФСР имени К. С. Станиславского (1979). Кавалер трёх орденов Ленина (1938, 1967, 1975).

## Биография
Родился 31 июля (13 августа) 1901 года в селе Лозовая-Павловка (ныне город Брянка). Вскоре после его рождения семья переехала в Нолинск Вятской губернии (по другим источникам — родился в этом городе).
В 1919 году окончил среднюю школу II-й ступени. В 1919—1921 году — учитель естествознания отдела народного образования в Нолинске Вятской губернии. Осенью 1921 года Борис Чирков поступил в политехнический институт в Петрограде, но через некоторое время понял, что его призвание в другом. В 1926 году окончил Ленинградский институт сценического искусства.
В 1926—1930 годах — актёр Ленинградского ТЮЗа (был задействован в спектаклях «Конёк-Горбунок» по Ершову — роль Иванушки; «Дон Кихот» по Сервантесу — Санчо Панса; «Легенда о Тиле Уленшпигеле» Де Костера — Тиль Уленшпигель), выступал также в Ленинградском мюзик-холле, затем — актёр Ленинградского «Красного театра Народного дома» (ныне театр «Балтийский дом») (1930—1932). В 1935—1939 годах — актёр Ленинградской кинофабрики «Союзкино» (ныне «Ленфильм») (1932—1938), Ленинградского Нового ТЮЗа (1935—1939). Среди его работ: «Продолжение следует» — профессор Ведель; «Сказки Пушкина» («О попе и о работнике его Балде») — поп; «Третья верста» Д. Дэля — Власов; «Борис Годунов» Пушкина — Григорий; «Правда — хорошо, а счастье лучше…» А. Н. Островского; «Музыкантская команда» Д. Дэля — Фельдфебель. Актёр киностудии «Мосфильм» (1939—1941, 1943—1945), Московского театра Революции (ныне Московский театр имени Вл. Маяковского) (1940), киностудии ЦОКС (1941—1943), Театра-студии киноактёра (1945—1950), Московского драматического театра имени А. С. Пушкина (1950—1965), с 1966 — Московского драматического театра имени Н. В. Гоголя.
В январе 1934 года Чиркову пришли две телеграммы: от Козинцева и Трауберга — о том, что он будет сниматься в их фильме «Юность большевика», а также от братьев Васильевых, что он утверждён на одну из ролей в фильме «Чапаев». Сначала Борис Чирков снялся в небольшом эпизоде у братьев Васильевых. Он сыграл старика крестьянина, который жаловался Чапаеву: «Белые пришли — грабют, красные пришли — тоже грабют; куда бедному крестьянину податься?» После этого он пришёл на съёмочную площадку, где снимался фильм «Юность большевика». Позже в прокате картина получила название «Юность Максима». После с триумфальным успехом прошедшей трилогии о Максиме последовали новые фильмы с участием Чиркова. Он сыграл роль Степана Лаутина в фильме «Учитель», роль Махно в фильме «Александр Пархоменко», роль Антоши Рыбкина, Михаила Глинки, матроса Фомичёва в фильме «Иван Никулин — русский матрос», роль Дениса Давыдова в фильме «Кутузов» и роль академика Верейского в фильме «Суд чести». В 1954 году Борис Чирков снялся в комедии Калатозова «Верные друзья». Последняя работа на экране — фильм-спектакль 1977 года «Машенька» (пьеса советского драматурга Александра Афиногенова). Примечателен этот фильм-спектакль тем, что это — семейная картина Чирковых. В нём Борис Петрович выступает в роли отца семейства, его жена — Людмила Геника-Чиркова играет невестку, а его дочь Людмила Чиркова — его внучку.
Работал на радио, принимал участие в озвучивании мультфильмов.
Во время Великой Отечественной войны, как и многие артисты театра, кино, эстрады, Чирков выступал на концертах и встречах с уходящими на фронт. Когда на «Мосфильме» приступили к выпуску посвященных войне «Боевых киносборников», состоящих из нескольких коротких игровых новелл, то первый такой сборник открывал герой Чиркова —- Максим. После последних кадров из «Выборгской стороны», когда Максим уходил на Гражданскую войну, вместо того, чтобы сказать известное всем «До свиданья!», Максим обращался к зрителям — к тем, кто уходил воевать с фашистами, и звал их на борьбу.
В 1955—1963 годах — педагог ВГИКа.
В середине 1950-х годов здоровье Чиркова стало ухудшаться. У него начались проблемы со зрением. У актёра обнаружили глаукому, которую прооперировали в 1960 году и сделали стеклянный протез в левом глазе. Но зрители об этом даже не подозревали — мастерство актёра было превыше всего. До последнего Б. Чирков играл на сцене Московского драматического театра имени Н. В. Гоголя.
Часто бывал за границей: Индия, Китай, Люксембург, Италия, Франция, ФРГ, ГДР, Польша, ЧССР, Венгрия, Англия, Швеция, Финляндия, Испания и другие страны.
Член ВКП(б) с 1945 года. Депутат Верховного Совета СССР 3 созыва (1950—1954). Председатель Федерации спортивного кино и телевидения СССР с 1960 года, член Комитета по Ленинским и Государственным премиям СССР. Был первым заместителем председателя правления ВТО и председателем Центрального совета ВТО по работе театров на селе.
Умер от инфаркта 28 мая 1982 года в Москве во время церемонии вручения Ленинских премий. Похоронен на Новодевичьем кладбище.

### Семья
Первая жена — Клавдия Васильевна Пугачёва, в 1924—1933 годы — актриса Ленинградского ТЮЗа.
Вторая жена — Нина Вячеславовна Горская, балерина (1913—198?). В 1940-е годы была осуждена на 5 лет по обвинению в шпионаже.
Третья жена — Людмила Геника-Чиркова (1923—2019), заслуженная артистка РСФСР (1972).
Сестра — Галина Петровна Чиркова. Плямянник — Андрей Львович Чирков (род. 1939) — бегун-экстремал, участник сотен марафонов, в том числе на Северном полюсе, в Антарктиде, на Килиманджаро, а также забегов на сверхдлинные дистанции. Автор книг «Бег в помощь», «Бег в радость», «Бег в мудрость».
Дочь Людмила Чиркова (род. 1949), актриса и педагог.
Приходился двоюродным племянником Вячеславу Молотову (бабушка Бориса Чиркова — Ольга Яковлевна Чиркова (Небогатикова) и мать Вячеслава Молотова — Анна Яковлевна Скрябина (Небогатикова) были родными сёстрами).

## Награды и звания
- Герой Социалистического Труда (1975)
- Заслуженный артист РСФСР (1935)
- Народный артист СССР (1950)
- Сталинская премия первой степени (1941) — за исполнение главной роли в кинотрилогии о Максиме (1934, 1937, 1938)
- Сталинская премия второй степени (1947) — за исполнение главной роли в фильме «Глинка» (1946)
- Сталинская премия первой степени (1949) — за исполнение роли профессора Верейского в фильме «Суд чести» (1948)[11]
- Сталинская премия второй степени (1952) — за исполнение роли Степана Недоли в фильме «Донецкие шахтёры» (1950)
- Государственная премия РСФСР имени К. С. Станиславского (1979) — за исполнение ролей Абаго Богверадзе, Флора Федуловича Прибыткова, Петра Константиновича Муромского в спектаклях «Пока арба не перевернулась» О. Ш. Иоселиани, «Последняя жертва» А. Н. Островского, «Дело» А. В. Сухово-Кобылина
- три ордена Ленина

1. 01.04.1938 — среди «особо отличившихся по кинофильмам артистов» (как исполнитель роли Максима в кинокартинах «Юность Максима» и «Возвращение Максима»)
2. 04.11.1967 — за заслуги в развитии советской кинематографии, активное участие в коммунистическом воспитании трудящихся, многолетнюю и плодотворную работу в учреждениях кино
3. 1975

- Орден Октябрьской Революции (1971)
- Два ордена Трудового Красного Знамени (1939 — за исполнение роли Максима в фильме «Выборгская сторона»; 1981)
- Орден Красной Звезды (1944)
- Медаль «За доблестный труд в Великой Отечественной войне 1941—1945 гг.» (1945)
- Медаль «В память 800-летия Москвы» (1948)
- Медаль «В ознаменование 100-летия со дня рождения Владимира Ильича Ленина» (1970)
- Медаль «Тридцать лет победы в Великой Отечественной войне 1941-1945 гг.» (1975)
- Медаль «Ветеран труда» (1974)
- Почётный знак «За заслуги в развитии физической культуры и спорта» (1975) — за активную деятельность и большой вклад в развитие физической культуры и спорта, выдающиеся спортивные достижения[12]
- Отличник физической культуры и спорта СССР (1961[13])
- Всесоюзный кинофестиваль в Минске (1960, Первый приз за мужскую роль, фильм «Киевлянка»)
- Всесоюзный кинофестиваль в Ленинграде (1968, Приз за исполнение главной роли, фильм «Мятежная застава»)
- Почётный гражданин Нолинска[14].

## Творчество

### Театральные работы

#### Ленинградский ТЮЗ
- 1922 — «Конёк-Горбунок» по П. П. Ершову — Иванушка (премьера — 23 февраля 1922)
- 1926 — «Дон Кихот» по м. де Сервантесу — Санчо Панса (премьера — 19 января 1926)
- 1927 — «Легенда о Тиле Уленшпигеле» по Ш. де Костеру — Тиль Уленшпигель (премьера — 23 мая 1927)
- 1942 — «Принц и нищий» по М. Твену — шут (премьера — 10 июля 1942)

#### Ленинградский Новый ТЮЗ
- 1936 — «Продолжение следует» А. Я. Бруштейн — профессор Ведель
- 1937 — «Сказки Пушкина» («О попе и о работнике его Балде») по А. С. Пушкину — поп
- 1937 — «Третья верста» Д. Дэля — Власов
- 1938 — «Борис Годунов» А. С. Пушкина — Григорий Отрепьев
- 1939 — «Правда — хорошо, а счастье лучше» А. Н. Островского
- 1940 — «Музыкантская команда» Д. Дэля — фельдфебель

#### Театр-студия киноактёра
- 1942 — «Нахлебник» И. С. Тургенева — Василий Семёнович Кузовкин

#### Московский драматический театр имени А. С. Пушкина
- 1950 — «Из искры» Ш. Н. Дадиани, режиссёр В. В. Ванин — В. И. Ленин; (премьера — 21 октября 1950)
- 1950 — «Украденное счастье» И. Я. Франко — Микола Задорожный
- 1953 — «Тени» М. Е. Салтыкова-Щедрина — Смирнов
- 1953 — «Борис Годунов» А. Пушкина — самозванец (2 редакция)
- 1953 — «Самодуры» К. Гольдони, режиссёры: О. А. Викландт, Л. Л. Лукьянов — Лунардо[15][16]; (премьера — 21 октября 1953[17])
- 1954 — «Иванов» А. П. Чехова — Павел Кириллович Лебедев
- 1956 — «Белый лотос» В. В. Винникова и Ю. А. Осноса, Режиссёры: И. М. Туманов и М. Л. Лейн — Майтрея
- 1960 — «Изгнание блудного леса» — Акила, старец чудотворец
- 1962 — «Дневник женщины» К. Я. Финна, режиссёр Н. В. Петров — Матвей Антонович Порогов, инженер; (премьера − 23 мая 1962)
- 1962 — «Покой нам только снится» — Алексей Александрович Денисов

#### Московский драматический театр имени Н. В. Гоголя
- 1968 — «Заговор императрицы» А. Н. Толстого — Григорий Распутин
- «Птички» Ж. Ануя — шеф
- 1971 — «Пока арба не перевернулась» О. Д. Иоселиани — Агабо Боговерадзе
- 1975 — «Последняя жертва» А. Н. Островского — Флор Федулыч Прибытков
- «Дело» А. В. Сухово-Кобылина
- 1976 — «Старым казачьим способом» А. Софронова — мизюкл
- 1976 — «Рассказ» Н. Лескова — Корабьёж

### Фильмография
- 1928 — Мой сын (короткометражный) — Паташон
- 1928 — Луна слева — Орский
- 1929 — Родной брат — Гришка
- 1931 — Златые горы — рабочий
- 1931 — Одна — парень у телефона
- 1934 — Крестьяне — парень с гармонью / красноармеец
- 1934 — Чапаев — крестьянин
- 1934 — Юность Максима — Максим
- 1935 — Подруги — Сенька / старик в пивной
- 1936 — Леночка и виноград (короткометражный) — совхозный кучер
- 1937 — Великий гражданин — Максим
- 1937 — Возвращение Максима — Максим
- 1937 — Волочаевские дни — старик
- 1938 — Выборгская сторона — Максим
- 1938 — Человек с ружьём — Евтушенко
- 1939 — Минин и Пожарский — Роман
- 1939 — Учитель — Степан Иванович Лаутин
- 1941 — Боевой киносборник № 1 (эпизод «Встреча с Максимом») — Максим
- 1941 — Боевой киносборник № 3 (фильм «Антоша Рыбкин») — Антоша Рыбкин
- 1941 — Мы ждём вас с победой — кузнец
- 1942 — Александр Пархоменко — Н. И. Махно
- 1942 — Антоша Рыбкин — Антоша Рыбкин
- 1942 — Партизаны в степях Украины — дед Тарас
- 1943 — Кутузов — Денис Давыдов
- 1943 — Фронт — Удивительный
- 1944 — Иван Никулин — русский матрос — Захар Фомичёв
- 1946 — Глинка — М. И. Глинка
- 1948 — Суд чести — Андрей Иванович Верейский
- 1948 — Три встречи — Никанор Самосеев
- 1950 — Кавалер Золотой Звезды — Кондратьев
- 1951 — Донецкие шахтёры — Степан Недоля
- 1954 — Верные друзья — Борис Петрович Чижов
- 1956 — Димитровградцы — Соболев
- 1956 — За власть Советов — Гаврила Черноиваненко
- 1956 — Своими руками — Руденко
- 1957 — Рядом с нами — Столетов
- 1958 — Тревожная ночь — матрос Родионов
- 1958 — Дорогой мой человек — санитар Жилин
- 1958 — Киевлянка — Яков Петрович Середа
- 1959 — Мечты сбываются — Лещук
- 1960 — Наследники — Яков Петрович Середа
- 1960 — Потерянная фотография — генерал Сафронов
- 1961 — Своя голова на плечах — председатель колхоза
- 1961 — Горизонт — Лихобаба
- 1962 — Грешный ангел — религиозный старик
- 1962 — Порожний рейс — дед на аэродроме
- 1962 — Есть и такой остров — эпизод
- 1963 — Живые и мёртвые — Гаврила Романович Бирюков
- 1963 — Каин XVIII — туалетный работник
- 1963 — Короткие истории — портной
- 1964 — Вызываем огонь на себя — Гаврила Ануфриевич Синаков, староста
- 1964 — Голубая чашка — колхозный сторож
- 1964 — Музыканты одного полка — старик-могильщик
- 1965 — Первый посетитель — дядя Федя
- 1965 — Чрезвычайное поручение — зубатовский шпик
- 1967 — Мятежная застава — Ефим Ефимов
- 1968 — Семь стариков и одна девушка — Яковлев
- 1969 — Сердце Бонивура — Стороженков
- 1971 — Шутите? (киноальманах) (новелла «Вандербуль бежит за горизонт») — старик
- 1972 — Ижорский батальон — Ванечка
- 1973 — Жили три холостяка — профессор Александр Александрович Синельников
- 1973 — По собственному желанию — дядя Миша
- 1975 — Горожане — Петрович
- 1975 — Роса — председатель колхоза
- 1976 — Строговы — Егор, кум

### Телеспектакли
- 1953 — Нахлебник — Василий Семенович Кузовкин
- 1968 — Ма-аленькая!
- 1973 — Разные люди — Пётр Петрович Тёмкин
- 1976 — Пока арба не перевернулась — Агабо Богверадзе
- 1977 — Машенька — профессор Окаемов

### Радиоспектакли
- 1977 — «Мы наш, мы новый мир построим» — Иван Гаврилович Понятых, крестьянин с Иртыша.

### Озвучивание мультфильмов
- 1949 — Весенняя сказка — читает текст / Гуменник
- 1950 — Чудо-мельница — дед
- 1950 — Сказка о рыбаке и рыбке — старик
- 1952 — Каштанка — столяр
- 1954 — Царевна-лягушка — царь
- 1956 — Сказка о попе и о работнике его Балде — дед-гудошник
- 1956 — Чудесный колодец — текст от автора
- 1958 — Шли солдаты… — закадровый текст
- 1982 — Филипок — читает текст

### Участие в фильмах
- 1963 — Пятьдесят биографий (документальный) — Борис Чирков
- 1966 — 30-летний юбилей к/ф «Юность Максима» (документальный)
- 1969 — Рядом с другом (документальный)
- 1971 — 70-летие Б. П. Чиркова (документальный)
- 1972 — Ленфильму — 50 (документальный) — Борис Чирков, ведущий
- 1973 — Наш друг Максим (документальный)

### Архивные кадры
- 2002 — Борис Чирков. Строки из дневника (выпуск II киноальманаха «Летопись ВГИКа»)
- 2013 — Василий Васильевич Меркурьев (документальный)

## Автор книг
- «Что мы видели» (1954)
- «За горами, за морями» (1955)
- «Опыт и раздумья. Об искусстве актёра» (1964)
- «Рассказы о творческом пути» (1965)
- «Про нас актёров» (1970)
- «Азорские острова» (1978).

## Память
- Мемориальная доска на доме в Москве, где с 1952 по 1982 год жил актёр (Садовая-Спасская ул., 21/1)[18].
- Памятник в городе Нолинске[19]. Актёр изображён в роли Максима из кинофильма «Юность Максима».